# Piemonte
Piemonte er en region i Norditalien ved foden af Alperne op mod Schweiz. Den største by og hovedstad i regionen er Torino, som er et industricentrum, her findes hovedsæderne for Fiat, Alfa Romeo, Lancia og Iveco.
Regionen er kendt for vinene Barolo, Barbaresco og Barbera d'Alba, trøfler, nødder med mere.
I 1720-1796 og igen i 1814-1861 var regionen det førende område i Kongeriget Sardinien. Landet blev uofficielt kaldt Sardinien-Piemonte eller Piemonte-Sardinien.  
Piemonte betyder: Ved foden af bjergene (Alperne). 

## Billedgalleri
- Acceglio
- Acqui
- Alessandria
- Asti
- Biella
- Isola San Giulio
- Macugnaga
- Torino
- Verbania